# هیلزبورو (کانزاس)
هیلزبورو (به انگلیسی: Hillsboro) شهری در ایالت کانزاس کشور ایالات متحده آمریکا است که جمعیت آن در سرشماری سال ۲۰۱۰ میلادی، ۲٬۹۹۳ نفر بوده‌است.